# Étoile de Bessèges 2002
L'Étoile de Bessèges 2002, trentaduesima edizione della corsa, si svolse dal 6 al 10 febbraio su un percorso di 720 km ripartiti in 5 tappe. Fu vinta dall'australiano Robbie McEwen della Lotto-Adecco davanti agli italiani Andrea Ferrigato e Lorenzo Bernucci.

## Tappe
| Tappa  | Data        | Percorso                 | km    | Vincitore di tappa | Leader cl. generale |
| ------ | ----------- | ------------------------ | ----- | ------------------ | ------------------- |
| 1ª     | 6 febbraio  | Marsiglia > Marsiglia    | 133,1 | Robbie McEwen      | Robbie McEwen       |
| 2ª     | 7 febbraio  | Marsiglia > Sainte-Tulle | 143   | Andrea Ferrigato   | Andrea Ferrigato    |
| 3ª     | 8 febbraio  | Nîmes > Les Fumades      | 148   | Glenn D'Hollander  | Andrea Ferrigato    |
| 4ª     | 9 febbraio  | Alès > Laudun-l'Ardoise  | 146   | Jaan Kirsipuu      | Robbie McEwen       |
| 5ª     | 10 febbraio | Sauve > Bessèges         | 150   | Jaan Kirsipuu      | Robbie McEwen       |
| Totale | Totale      | Totale                   | 720   |                    |                     |

## Dettagli delle tappe

### 1ª tappa
- 6 febbraio: Marsiglia > Marsiglia – 133,1 km

| Pos. | Corridore      | Squadra      | Tempo    |
| ---- | -------------- | ------------ | -------- |
| 1    | Robbie McEwen  | Lotto-Adecco | 3h25'05" |
| 2    | Jaan Kirsipuu  | AG2R         | s.t.     |
| 3    | Sébastien Joly | Bonjour      | s.t.     |

| Pos. | Corridore      | Squadra      | Tempo    |
| ---- | -------------- | ------------ | -------- |
| 1    | Robbie McEwen  | Lotto-Adecco | 3h24'53" |
| 2    | Jaan Kirsipuu  | AG2R         | a 6"     |
| 3    | Sébastien Joly | Bonjour      | a 8"     |

### 2ª tappa
- 7 febbraio: Marsiglia > Sainte-Tulle – 143 km

| Pos. | Corridore        | Squadra         | Tempo    |
| ---- | ---------------- | --------------- | -------- |
| 1    | Andrea Ferrigato | Alessio         | 3h12'13" |
| 2    | Lorenzo Bernucci | Landbouwkrediet | a 1"     |
| 3    | Robbie McEwen    | Lotto-Adecco    | a 15"    |

| Pos. | Corridore        | Squadra         | Tempo    |
| ---- | ---------------- | --------------- | -------- |
| 1    | Andrea Ferrigato | Alessio         | 6h37'06" |
| 2    | Lorenzo Bernucci | Landbouwkrediet | a 7"     |
| 3    | Robbie McEwen    | Lotto-Adecco    | a 10"    |

### 3ª tappa
- 8 febbraio: Nîmes > Les Fumades – 148 km

| Pos. | Corridore         | Squadra      | Tempo    |
| ---- | ----------------- | ------------ | -------- |
| 1    | Glenn D'Hollander | Lotto-Adecco | 3h29'42" |
| 2    | Robbie McEwen     | Lotto-Adecco | s.t.     |
| 3    | Jo Planckaert     | Cofidis      | s.t.     |

| Pos. | Corridore        | Squadra         | Tempo     |
| ---- | ---------------- | --------------- | --------- |
| 1    | Andrea Ferrigato | Alessio         | 10h06'48" |
| 2    | Robbie McEwen    | Lotto-Adecco    | a 4"      |
| 3    | Lorenzo Bernucci | Landbouwkrediet | a 7"      |

### 4ª tappa
- 9 febbraio: Alès > Laudun-l'Ardoise – 146 km

| Pos. | Corridore     | Squadra         | Tempo    |
| ---- | ------------- | --------------- | -------- |
| 1    | Jaan Kirsipuu | AG2R            | 3h20'19" |
| 2    | Robbie McEwen | Lotto-Adecco    | s.t.     |
| 3    | Thor Hushovd  | Crédit Agricole | s.t.     |

| Pos. | Corridore        | Squadra         | Tempo     |
| ---- | ---------------- | --------------- | --------- |
| 1    | Robbie McEwen    | Lotto-Adecco    | 13h27'05" |
| 2    | Andrea Ferrigato | Alessio         | a 2"      |
| 3    | Lorenzo Bernucci | Landbouwkrediet | a 14"     |

### 5ª tappa
- 10 febbraio: Sauve > Bessèges – 150 km

| Pos. | Corridore        | Squadra      | Tempo    |
| ---- | ---------------- | ------------ | -------- |
| 1    | Jaan Kirsipuu    | AG2R         | 3h21'41" |
| 2    | Robbie McEwen    | Lotto-Adecco | s.t.     |
| 3    | Steffen Radochla | Coast        | s.t.     |

| Pos. | Corridore        | Squadra         | Tempo     |
| ---- | ---------------- | --------------- | --------- |
| 1    | Robbie McEwen    | Lotto-Adecco    | 16h48'40" |
| 2    | Andrea Ferrigato | Alessio         | a 8"      |
| 3    | Lorenzo Bernucci | Landbouwkrediet | a 20"     |

## Classifiche finali

### Classifica generale
| Pos. | Corridore          | Squadra                 | Tempo     |
| ---- | ------------------ | ----------------------- | --------- |
| 1    | Robbie McEwen      | Lotto-Adecco            | 16h48'40" |
| 2    | Andrea Ferrigato   | Alessio                 | a 8"      |
| 3    | Lorenzo Bernucci   | Landbouwkrediet-Colnago | a 20"     |
| 4    | Frédéric Guesdon   | FDJ                     | a 30"     |
| 5    | Thor Hushovd       | Crédit Agricole         | a 31"     |
| 6    | Marcus Ljungqvist  | EDS-Fakta               | s.t.      |
| 7    | Lars Michaelsen    | Team Coast              | a 33"     |
| 8    | Nico Mattan        | Cofidis                 | a 35"     |
| 9    | Bruno Thibout      | Jean Delatour           | s.t.      |
| 10   | Jean-Patrick Nazon | FDJ                     | s.t.      |